# Berkova lípa
Berkova lípa je památný strom – lípa malolistá (Tilia cordata), podle jiných údajů lípa velkolistá (Tilia platyphyllos), rostoucí v obci Česká Metuje ve stráni nad domem čp. 21. Za památný strom byla tato lípa velkolistá vyhlášena 26. 11. 1981 Okresním národním výborem Náchod. Důvod není ve vyhlášce uveden, podle některých zdrojů byla vyhlášena pro svůj vzrůst a věk. Tento památný strom má stanovené ochranné pásmo ve svislém průmětu koruny, který je rozšířený až k domu, na opačnou stranu o 10 m a na ostatní strany o 5 m. V minulosti byla tato lípa pravděpodobně zasažena bleskem (cca 2003) a později polámána při letní bouřce (2006). Následné zdravotní zásahy se projevují nepřirozeným tvarem koruny stromu a množstvím řezných ran, z nichž ne všechny jsou zhojené. Koruna je zpevněna vazbou. Výška tohoto stromu je 22 m, obvod kmene byl v roce 2010 skoro 6 m a věk je odhadován okolo 200 let.
- číslo seznamu 605018.1/1
- kód ÚSOP ONE=1&ID=8300|101500
- obvod kmene 598 cm (2010)
- výška: 22 m (2010)